# Fracción geográfica

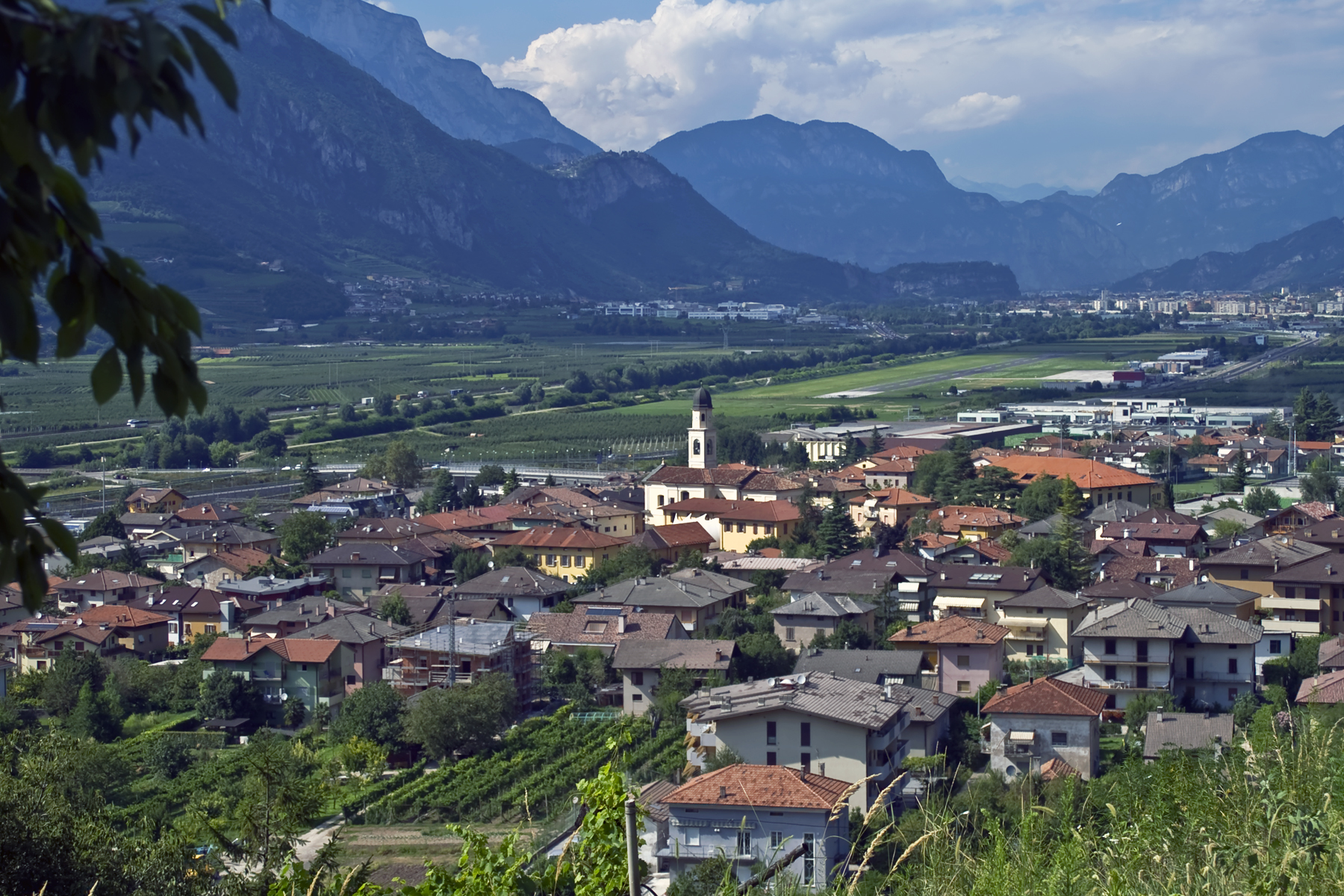
Pueblo

Una fracción geográfica (del italiano: frazione geografica) es una subdivisión municipal de Italia, correspondiente a entidad local menor en español, que designa un aglomerado de casas o una pequeña localidad, que constituye dentro de un municipio un núcleo de casas relativamente aislado de su sede.
Las grandes ciudades no suelen dividirse en fracciones (del italiano: frazioni) sino en circunscripciones (del italiano: circoscrizioni). También existen designaciones específicas que cambian según la región, pudiendo una frazione llamarse, según la región, borgata, rione, contrada, etc.
A partir del 19 de enero de 
1998 las 19 circunscripciones de Roma se denominan municipi, cada cual con un presidente de elección directa y una junta asesora.

## Países que emplean este término
- Italia
- San Marino (curazie)
- Suiza